# PEPPSI
I PEPPSI (acronimo di pyridine-enhanced precatalyst preparation stabilization, and initiation, ossia, in inglese, "precatalizzatore di piridina-migliorata per la preparazione, la stabilizzazione e l'iniziazione") sono un gruppo di catalizzatori a base di palladio sviluppati attorno al 2005 da Michael G. Organ e dai suoi collaboratori presso l'Università di York, che possono accelerare diverse reazioni di amminazione e di accoppiamento. Il vantaggio nell'uso dei PEPPSI rispetto ad altri catalizzatori sempre a base di palladio più comunemente utilizzati, come ad esempio il tetracis(trifenilfosfina)palladio(0), sta nel fatto che i complessi di questo tipo sono stabili sia all'aria che in presenza di umidità, il che li rende relativamente più facili da sintetizzare e da maneggiare. 
Anche il riscaldamento a 120 °C in presenza di dimetilsolfossido con il mantenimento della temperatura per diverse ore non porta a una decomposizione o a una neutralizzazione del potere catalizzante dei PEPPSI.

## Struttura e sintesi

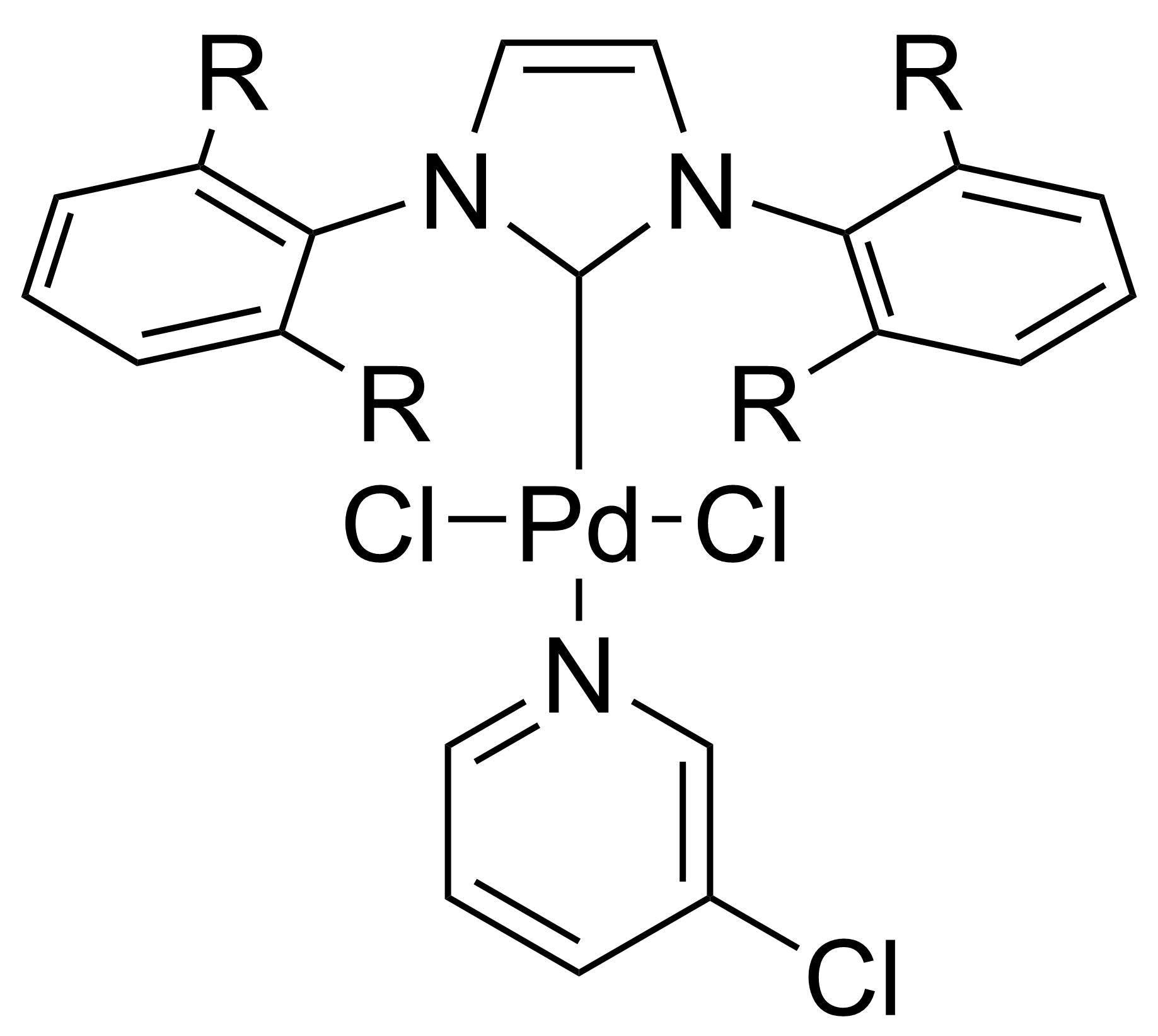
Struttura generica dei catalizzatori PEPPSI. La lettera "R" indica un piccolo frammento di molecola organica.

Nella struttura di base dei PEPPSI, come mostrata in figura, R può essere un gruppo metilico (CH3, Me), etilico (C2H5, Et), isopropilico (C3H7, iPr), isopentilico (C5H11, iPent), o isoeptilico (C7H15, iHept), e i catalizzatori risultanti sono quindi etichettati, rispettivamente, come PEPPSI-IMes, PEPPSI-IEt, PEPPSI-IPr, PEPPSI-IPent e PEPPSI-IHept, a volte anche con la presenza del prefisso "Pd-".
I processi di sintesi e la struttura dei catalizzatori PEPPSI sono stati presentati per la prima volta nel 2005 e pubblicati nel 2006. Riassumendo si può dire che i catalizzatori PEPPSI sono complessi di organopalladio contenenti ligandi carbene N-eterociclici (NHC). Tali composti possono essere ottenuti dalla reazione di un sale di imidazolo, dicloruro di palladio (o cloruro di palladio(II)) e carbonato di potassio in una soluzione di 3-cloropiridina, mantenuta a 80 °C per 16 ore in presenza di aria. In questo modo l'efficacia di tale reazione nella produzione di PEPPSI è di circa il 97-98%.

### iPEPPSI
Gli iPEPPSI sono PEPPSI particolarmente stabili e reattivi ottenuti a partire da campioni di NHC basati sulla struttura mesoionica del 1,2,3-triazol-5-ilidene, i cosiddetti tzNHC. Da questi si ottengono dei composti formati da un anello piridinico fuso ai tzNHC al fine di creare reagenti tra complessi di palladio e piridine agganciate ai nuclei dei carbeni, sintetizzando quindi gli iPEPPSI (dove "i" sta per "interni").

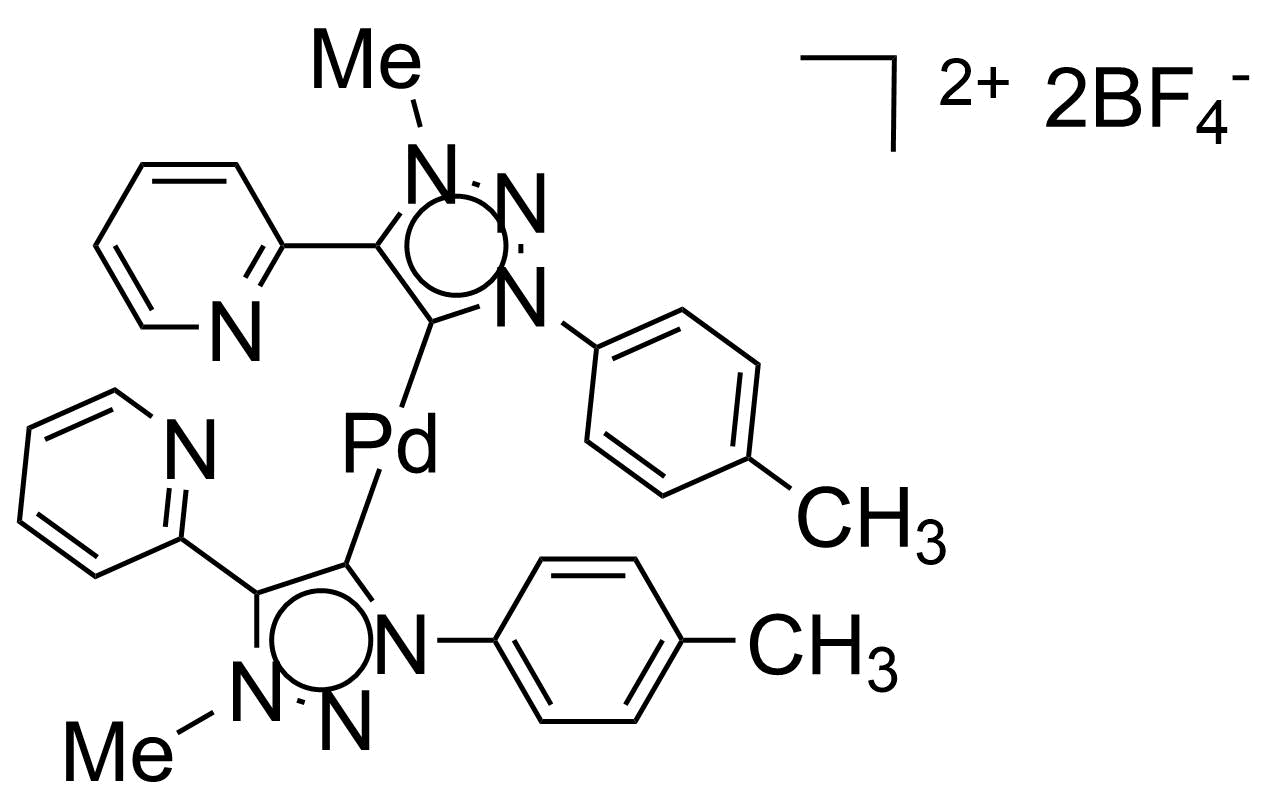
Un esempio di complesso iPEPPSI.

## Proprietà e applicazioni
I PEPPSI possono catalizzare diverse reazioni di accoppiamento, inclusa la reazione di accoppiamento di Negishi, quella di Sonogashira e quella di Suzuki così come quella di Buchwald-Hartwig e quella di Heck. Nella reazione di accoppiamento di Negishi, ad esempio, un PEPPSI promuove la reazione di un alogenuro alchilico o arilico o di un solfonato alchilico, con un organozinco, e il significativo vantaggio apportato dai PEPPSI rispetto agli altri catalizzatori consiste nel fatto che la reazione può essere portata avanti in un tipico laboratorio chimico, senza bisogno dell'utilizzo di una scatola a guanti. I PEPPSI contengono un atomo di palladio avente numero di ossidazione +2 e sono quindi "precatalizzatori", cioè l'atomo metallico deve prima essere ridotto alla sua forma Pd(0) al fine di poter far scattare la catalisi del ciclo di accoppiamento. Ciò si ottiene solitamente "in situ", in presenza di agenti transametallanti come composti di organomagnesio, organozinco, organostagno o organoboro. Una volta attivati, i reagenti NHC-Pd(0) diventano piuttosto sensibili all'aria.

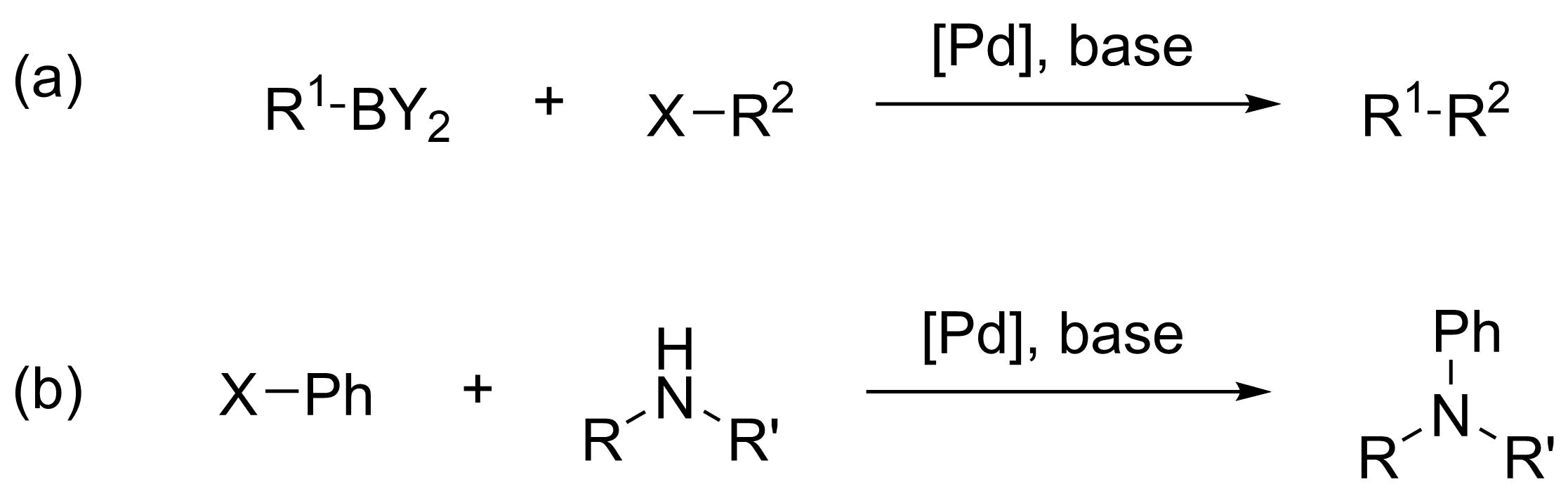
Le reazioni di accoppiamento di Suzuki (a) e di Buchwald-Hartwig (b) possono essere attivate da complessi PEPPSI.

È stato dimostrato come un catalizzatore di tipo iPEPPSI può efficientemente catalizzare una reazione di Sonogashira, usando acqua come unico solvente, in condizioni aerobiche e senza la presenza di rame, ammine, fosfine o altri additivi, evitando dunque la formazione di prodotti indesiderati per via dell'accoppiamento di Glaser fra due alchini.

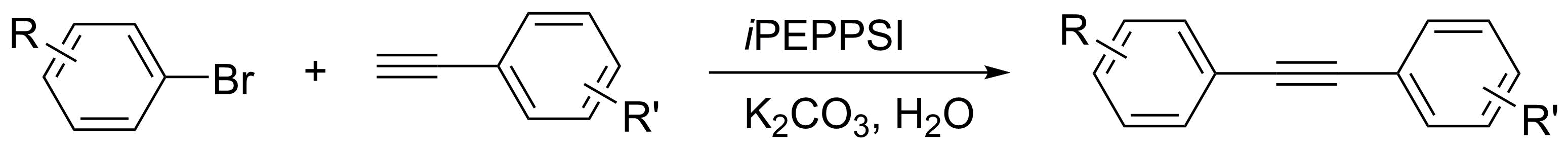
La reazione di accoppiamento di Sonogashira svolta utilizzando un iPEPPSI.